# ATP (鉄道)
ATP（Automatic Train Protection）とは鉄道における自動列車保安装置の一種である。日本の自動列車停止装置（ATS）または自動列車制御装置（ATC）にほぼ相当している。日本語では「自動列車防護装置」、「自動列車保護装置」などの訳が用いられる。主に欧米諸国の鉄道事業者において用いられている。
中国語圏では「自動列車保障装置」、「自動列車防護系統」とも称する。

## 概要
ATPは、運転士（動力車操縦者）のヒューマンエラーから列車を保護し、事故を回避するためのシステムである。列車が停止信号機を越えて進行しようとしたり（信号冒進）、指示された速度を超過した場合に光と音で運転士に警告し、運転士がこれらの警告に応答しなければ、自動的に列車を停止、または制限速度以下に減速させる。

## 主なATP採用路線
アメリカ
- ワシントンメトロ

イギリス
香港
- MTR東鉄線
- 地下鉄（MTR）観塘線、荃湾線、港島線、将軍澳線、東涌線および機場快線（エアポートエクスプレス）

台湾
- [2]台湾鉄路管理局 縦貫線、屏東線、宜蘭線、北廻線、台東線、南廻線、内湾線、六家線、沙崙線

シンガポール
- MRT（東西線、南北線）

韓国
- 韓国鉄道公社 [3]京釜線、湖南線

フィリピン
- マニラ・ライトレール1号線